# Little Italy (Manhattan)

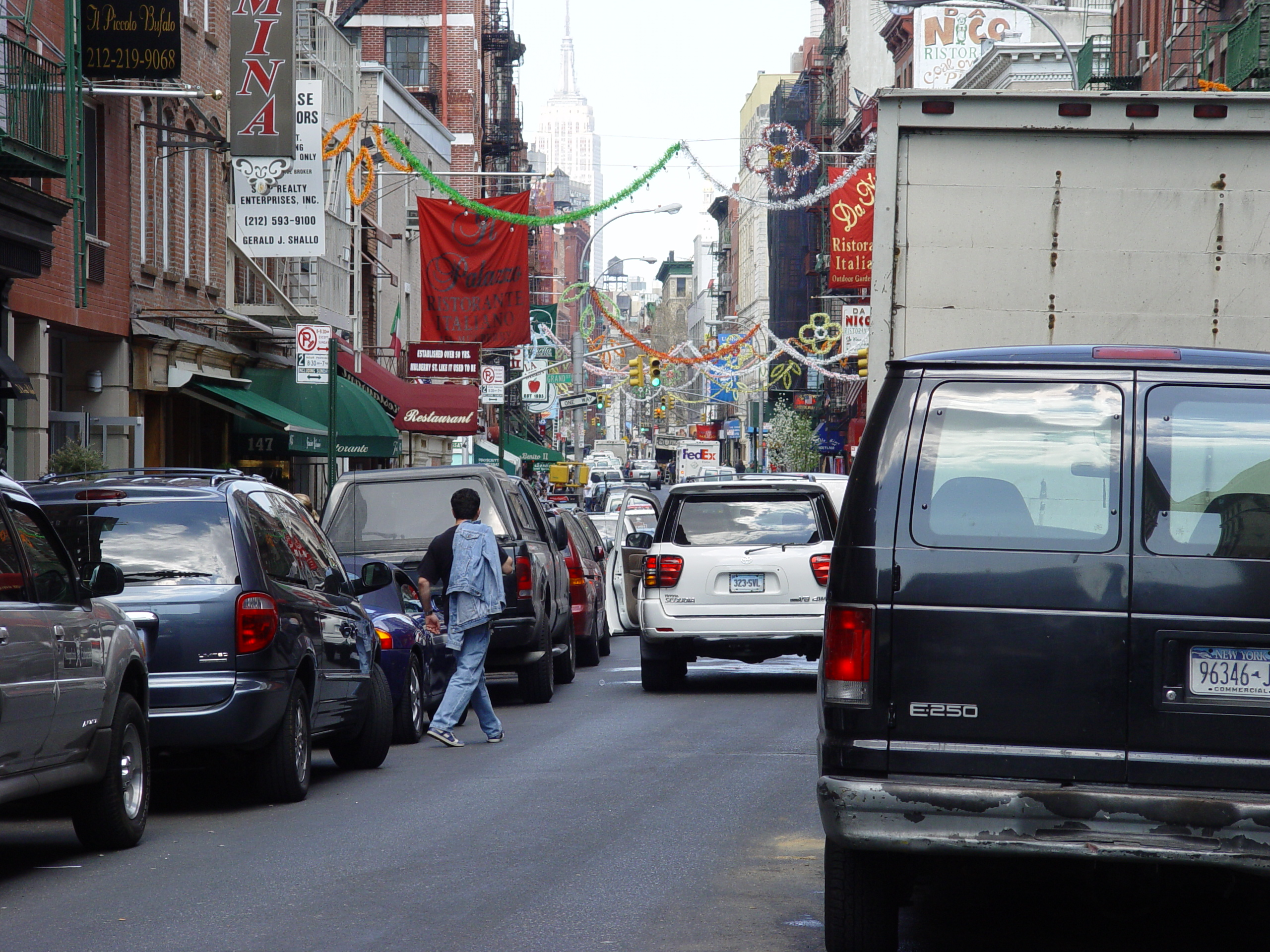
Little Italy

Little Italy je část Manhattanu v New Yorku, obydlená převážně Italy, kterých zde žije kolem sta tisíc. Je ohraničena ulicí Canal Street na jihu, na severu East Houston Street, na východě Bowery a na západě Broadway.